# Makarapa

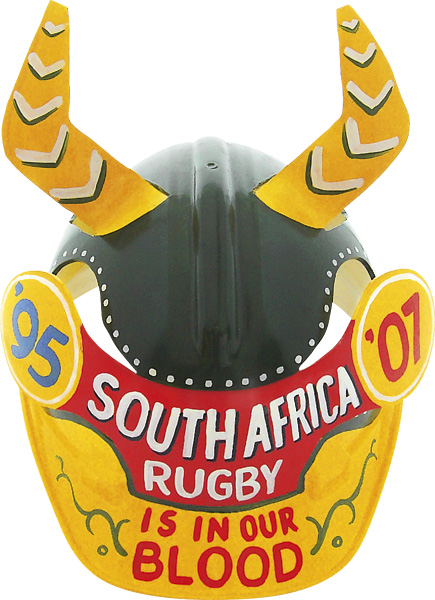
Handgefertigter Makarapa

Der Makarapa (von Makarapa Helme, singular: Lekarapa; Schreibweise auch Makaraba) ist ein originell verzierter Plastikhelm. Er gehört zur typischen südafrikanischen Fanausstattung. Sportfans verbringen Stunden damit, ihren Makarapa in den Farben und mit dem Wappen ihres Vereins zu bemalen oder zu bekleben. Dazu werden oft Riesenbrillen oder Schilder mit Sprüchen getragen. Obwohl nicht genau bekannt ist, wer den Makarapa erfunden hat, wird der Ursprung der Idee meist Alfred Baloyi zugeschrieben. Mittlerweile finden sich in Südafrika bereits mehrere Makarapa-Künstler, die mit ihren Kreationen ein bescheidenes Einkommen erzielen können.
Der Ursprung des Begriffs Makarapa liegt in den späten 70er- bzw. frühen 80er-Jahren. Ursprünglich wurde dieser in Südafrika umgangssprachlich für die eingewanderten Minenarbeiter verwendet. Heute steht der Begriff als Synonym für geschmückte Bergarbeiterhelme. Der Makarapa erfüllt gleich drei Zwecke: Er ist Fanartikel, individuelles Kunstwerk und Schutz im Stadion, etwa vor Bierflaschen, zugleich.
Der Makarapa war bereits bei der Vergabe der Fußball-Weltmeisterschaft 2010 in Zürich dabei. Im September 2009 wurde Sepp Blatter während einer FIFA-Besichtigung ein Makarapa als Geschenk überreicht.